# Groklaw
Groklaw, ursprungligen en blogg, senare nyhetssida av speciell karaktär. Sidan skapades av signaturen PJ (Pamela Jones) för att bevaka fakta om de uppmärksammade rättegångarna mellan SCO och diverse motparter (IBM, Novell, Red Hat med flera) rörande det fria operativsystemet Linux, som SCO utan framgång hävdade gjorde intrång på deras upphovsrätt. Turerna kring SCO är inte helt över, men numera bevakar Groklaw även andra rättegångar och juridiska frågor kring upphovsrätt och patent som rör öppen källkod och fri programvara, speciellt Linux. Sedan 2011 har huvudansvaret övertagits av Mark Webbink, men Pamela Jones fortsätter att bidra med innehåll och kommentarer.
Webbsidan, som drivs som ett gemensamt, öppet projekt på ideell bas med många frivilliga, har fått mycket stort genomslag i media och även nämnts i vissa av de rättegångar som bevakas.